# Jean-Georges Pfortzheim
Jean-Georges Pfortzheim o Baron Jean-Georges Pfortzheim (Castell de Colpach, 1745 - 29 de maig de 1813) va ser un polític luxemburguès. Va ser diputat dels Estats entre el 1790 i 1795. Va ocupar el càrrec com a alcalde de la ciutat de Luxemburg del 14 de setembre al 28 de desembre de 1795.